# De institutione musica

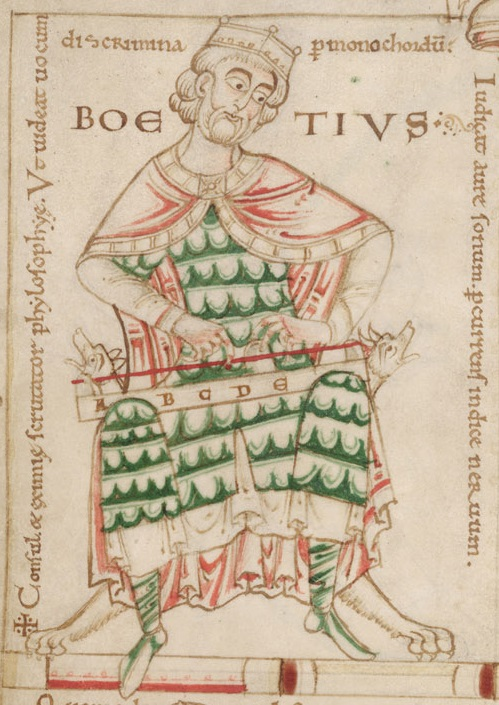
Vyobrazení Boethia s hudebním nástrojem ve středověkém rukopise, Cambridge University Library, Ii.3.12 (11. století)

De institutione musica, čili „Úvod k hudbě“ je název jednoho ze čtyř pojednání římského filosofa Boethia (asi 480/485-524/526).

## Popis
Spis De institutione musica je psán formou učebnice hudební teorie, členěný do pěti neúplně dochovaných svazků. Ze třiceti uvedených kapitol pátého svazku se dochovalo jen prvních osmnáct a část devatenácté. Původně snad existovaly ještě šestý a sedmý svazek, nebo je alespoň autor zamýšlel. Hlavním zdrojem, z něhož Boethius čerpal, byly hudebněteoretické spisy Nikómacha z Gerasy a Ptolemaia.

## Obsah
Boethius rozlišuje tři druhy hudby: slyšitelnou hudbu, která je „tvořena hudebními nástroji“, „lidskou“ hudbu (musica humana), kde míní „hudební“ harmonie v lidské duši a těle, a „hudbu světa“ (musica mundana), pod čímž se rozumí zvuk produkovaný nebeskými tělesy, člověku neslyšitelnou hudbu sfér. Základem pro všechny tři druhy hudby má být matematicky vyjádřitelná harmonie.
Téma Boethiovy učebnice se netýká liturgické jednohlasé hudební praxe tehdejší doby, nýbrž především matematického vyjádření a z něho vyplývající klasifikace vzájemných vztahů mezi tóny. Při znázornění hudebně relevantních početních vztahů nejde Boethiovi o čistě vnější vztahy čísel, která klade do vzájemných souvislostí, nýbrž o vztahy z hlediska jejich aktuální vnitřní struktury, která vyplývá z jeho teorie čísel. Této vnitřní struktuře přisuzuje konstitutivní roli vztahů mezi čísly a tím také jejich hudebněteoretickým důsledkům. Znějící intervaly jsou jakýmsi „zhmotněním“ číselných vztahů, které se chovají podobně jako hmota vůči tvaru. Početní vztah je prapříčinou slyšitelných intervalů. Boethius připisuje určitou početní vlastnost (numerositas) nikoli jen poměrům mezi tóny, ale také každému jednotlivému tónu zvlášť. Každý tón vykazuje komplexitu a tudíž vnitřní matematickou strukturu.
V oboru hudební teorie je pro Boethia největší autoritou Pythagoras, jenž podle jedné legendy objevil matematický základ hudební konsonance. Při reprodukování této legendy („Pythagorejská kladiva“) přikládá Boethius zvláštní váhu pokroku v poznání, který má umožňovat odklon od smyslově vnímatelné reality a příklon k realitě nehmotné, skryté za těmito fenomény.
Ve svém pojetí notace udává tradiční řecké notační znaky k popisu relativních výšek tónů, přičemž znaménko pěvecké notové linky klade vždy nad instrumentální notaci. Při výkladu tonálního systému a dělení monochordu si vypomáhá latinskými tónovými písmeny. Nejnižším tónem je A a od něho postupuje směrem vzhůru k Z, namísto – jak je běžné dnes – nejbližšímu vyššímu Oktavraum začínajícímu stejným písmenem. Po Z pokračuje značkami AA až LL.